# Accumulation du capital
L’accumulation du capital est un phénomène économique d'ordre microéconomique et macroéconomique. Il s'agit soit de l'épargne accumulée par des individus, soit de l'accumulation de capital, comme facteur de production, qui permet d’augmenter la production totale de l’économie. Le concept  est issu de l'économie politique classique chez Adam Smith et David Ricardo.

## Concept

### Accumulation primitive
Dans la Richesse des nations, Adam Smith réfléchit à la formation du capital et à ses origines. Il écrit que l'augmentation dans la productivité du travail permet de générer de l'accumulation de capital.
Karl Marx travaille sur l'accumulation du capital. Il la considère, dans les chapitres 26 à 33 du Capital, comme l'une des causes de la révolution industrielle du XIXe . Cette accumulation a été permise par des spoliations comme le mouvement des enclosures. Marx considère que cette accumulation entraîne in fine une baisse à long terme du taux de profit (baisse tendancielle du taux de profit).

### Impact sur l'emploi
Dans la conclusion du premier livre du Capital, Karl Marx expose la notion d'accumulation du capital et ses implications sur l'emploi et le chômage. Selon Marx, une partie de la plus-value générée par les employés d'un capitaliste est épargnée et ajoutée à son capital, entraînant une reproduction élargie du capital. Cette accumulation, bien que susceptible d'augmenter l'emploi, est également associée à la mécanisation de la production, où les machines remplacent les travailleurs. Cette mécanisation, ou hausse de la composition du capital, retarde le point où l'accumulation conduirait à un plein emploi, créant ainsi une "suraccumulation du capital" et une "armée industrielle de réserve" de chômeurs. Marx réfute les thèses de l'économie dominante de son temps sur la "loi de la population" et montre comment la classe capitaliste utilise l'accumulation du capital pour contrôler le salaire et maintenir une disponibilité du travail favorable à ses intérêts.

### Modèles de croissance
L'économiste américain Walt Whitman Rostow montre en 1960 dans Les étapes de la croissance que l'augmentation du taux d'investissement est une des conditions de la croissance des sociétés industrielles. Cette augmentation est permise par une accumulation qui peut être financée par le prélèvement d’une partie de l’excédent brut d'exploitation ou par le recours à l’emprunt. En 1972, Paul Dubois[Lequel ?] et Edmond Malinvaud montrent que la croissance française durant les Trente Glorieuses est due à 20 % au facteur capital, et à 50 % au progrès technique.
Les modèles de croissance macroéconomiques (comme celui de Solow) font du capital un des trois facteurs de production, avec le travail et le progrès technique. Une augmentation de chacun de ces facteurs permet une augmentation de la production totale. Une accumulation de capital est donc nécessaire dans un premier temps pour permettre une production. Toutefois, le capital ayant une utilité marginale décroissante et subissant une dépréciation permanente, il n'augmente pas la croissance à long terme ; les innovations technologiques sont le moteur principal de la croissance de long terme.
L'accumulation de capital joue un rôle essentiel dans la dynamique de la croissance, et notamment de la croissance déséquilibrée. Le modèle multiplicateur-accélérateur se base sur l'accumulation du capital pour montrer l'accélération de la croissance, via l'effet accélérateur.

### Pour les particuliers
Pour les personnes individuelles ou les ménages, l'accumulation de capital se fait notamment par épargne régulière ou héritage. Une accumulation de capital sur plusieurs années peut-être délibérément recherchée pour amener à l'indépendance financière, notamment en partant à la retraite plus tôt et en vivant des rentes de ses capitaux et placements, comme le préconise par exemple le mouvement FIRE.

## Histoire
L'accumulation de capital est très précoce au Royaume-Uni. Le commerce international joue un rôle de vecteur d'approvisionnement en capitaux, car c'est la demande extérieure adressée au pays qui provoque un influx de capitaux. Un travail de recherche de Suarez-Villa en 1993 montre que le retard économique de la France sur l'Angleterre au XIXe siècle est en partie dû à un déficit d'investissement sur le territoire français, les investisseurs préférant des placements financiers à l'étranger.
Les études de Thomas Piketty tendent à montrer qu'à long terme, l'accumulation du capital est permise par la différence entre le taux d'épargne et le taux de croissance du revenu national. L'épargne d'un pays croît lentement et s'accumule. Comme cette accumulation prend plusieurs générations, le capital aurait mis du temps à se reconstituer après la Seconde Guerre mondiale.
Les Trente Glorieuses, toutefois, sont marquées par une accélération de l'accumulation du capital, qui dépasse son taux moyen de 2 % qu'il avait entretenu depuis le début du siècle :
| Pays        | 1913-1950 | 1950-1973 | 1973-1987 | 1987-2010 |
| ----------- | --------- | --------- | --------- | --------- |
| France      | 1,2       | 6,4       | 3,7       | 3,3       |
| Allemagne   | 1,1       | 7,7       | 2,7       | 1,9       |
| Pays-Bas    | 2,4       | 6,9       | 2,2       | 2,5       |
| Royaume-Uni | 1,6       | 5,7       | 2,3       | 3,6       |
| États-Unis  | 1,7       | 3,8       | 2,3       | 4,2       |

Plusieurs études montrent qu'une accumulation plus lente du capital a conduit à une stagnation économique dans plusieurs pays à l'économie avancée. Ainsi, le Japon a souffert d'une stagnation de son accumulation capitalistique dans les années 2000.